# André Nouyrit
 (octobre 2016).
Si vous disposez d'ouvrages ou d'articles de référence ou si vous connaissez des sites web de qualité traitant du thème abordé ici, merci de compléter l'article en donnant les références utiles à sa vérifiabilité et en les liant à la section « Notes et références ».
André Nouyrit, né le 17 novembre 1940 à Cahors, est un peintre et sculpteur français.

## Biographie
Son père, Jean Nouyrit, est un violoncelliste attaché à l'orchestre des concerts Pasdeloup et à l'orchestre de l'Opéra de Paris dans les années 1920-1930.
Lors de ses études dans l'atelier d'art sacré d'Edmée Larnaudie aux Beaux-arts de Paris où il s'est inscrit en 1959, André Nouyrit fréquente le musée du Louvre et s'intéresse à l'œuvre de Balthus. Il fréquente des artistes comme Joël Kermarec, Parmentier, Pierre Buraglio, ou l'écrivain Vercors.
À partir de 1965, André Nouyrit peut vivre de la vente de ses tableaux achetés par un mécène. En 1969, il part pour Barcelone où il restera deux années avant de revenir vivre et travailler à Cahors. Son œuvre peu à peu, glisse d'une certaine figuration vers l'abstraction. En 1977, un incendie détruit son atelier cadurcien et toute sa production antérieure disparaît. L'année suivante, il part s'installer en plein Causse, aux alentours de Cahors, à Aujols.
Peu enclin à faire des concessions, pas mondain ni avide d'argent, André Nouyrit fuit autant qu'il le peut les manifestations publiques ou les occasions de montrer sa production, d'où son insuccès.
Peu connu du grand public, il continue de peindre et de sculpter dans son atelier lotois d'Aujols.
Une rétrospective de son œuvre a été organisée à Cahors, Figeac et Souillac en 1997.

## Expositions

### Expositions personnelles
- 1963 Galerie des Beaux Arts, Paris
- 1967 Ateleier Alesia, Paris
- 1979 Centre culturel Alban Mainville, Toulouse
- 1985 Musée de La Roche-sur-Yon
- 1986 Galerie P.J. Meurisse, Toulouse
- 1987 Galerie P.J. Meurisse, Toulouse
- 1988 Galerie P.J. Meurisse, Toulouse
- 1990 Espace des Arts, Colomiers
- 1990 Galerie Daffos-Estournel, Paris
- 1990 Galerie Françoise Tournié, Saint-Cirq-Lapopie
- 1990 Centre d'Art contemporain, Rouen
- 1993 Espace Matra, Toulouse
- 1994 Espace de la Verrerie, Cahors
- 1996 Galerie Kandler, Toulouse
- 1997 Espace Clément Marot, Cahors; Salle Saint-Martin, Souillac ; Musée, Figeac
- 2010 Exposition à la galerie Calligramme, Cahors
- 2010 Exposition au château de La Roussille, Pradines (Lot)
- 2011 Musée Henri Martin, Cahors

### Expositions collectives
- 1978 « Nationale 20 »[2] (avec Jean Clareboudt, Louttre.B, Bernard Pagès, Jean-Pierre Pincemin, Jean Rédoulès, Claude Viallat…), près de Cahors
- 1978 Nice, 5e Biennale de la jeune peinture
- 1979-1981 Paris, « Grands et jeunes d'aujourd'hui »
- 1979 INA
- 1980 Montrouge, 25e salon ; Trèves (Allemagne)
- 1981 Paris, « Jeune expression »
- 1982 Galerie François Palluel, Paris
- 1983 New York ; Dallas ; Villeparisis
- 1984 Trèves
- 1985 Montauban, Musée Ingres ; Castelnau-Bretenoux et Figeac ; Galerie Bellint, Paris
- 1987 Souillac; Figeac
- 1988 Centres culturels français de Yougoslavie (Zagreb, Belgrade, Llubiana)
- 1988 Stockholm
- 1991 Deauville
- 1994 Abbaye de Beaulieu
- 1995 Musée des beaux-arts de Pau
- 1996 Francfort
- 1996 Château Pech-Celeyran (Aude)
- 2013 Paris, « Carte blanche à Jacques Bouzerand », avec Rédoulès, Lévrier-Mussat, Samson-Dissès Galerie Gimpel & Müller